# Janson
A Janson egy elterjedt barokk, talpas antikva betűtípus. 1954-ig a holland Anton Jansonnak tulajdonították, innen kapta nevét. Valójában az erdélyi protestáns Misztótfalusi Kis Miklós alkotása. Tótfalusi a hollandiai tartózkodását követő hazatértekor a nagy súlyú ólombetűket eladta, egy hibás metszésű matricakészletet (mátrix) pedig a Lipcsében élő, betűkereskedő Jansonnál hagyott. Minden idők egyik legnépszerűbb betűkészlete, egyedül a Garamond elterjedtebb nála.